# Pernell Whitaker
Pour les articles homonymes, voir Whitaker.
Pernell Whitaker Sr. est un boxeur américain né le 2 janvier 1964 à Norfolk et mort le 14 juillet 2019 à Virginia Beach.

## Biographie

### Carrière amateur
Pernell Whitaker remporte la médaille d'or aux Jeux olympiques en 1984, puis passe professionnel le 15 novembre de cette même année, après 201 victoires en 215 combats amateurs.

### Carrière professionnelle
Boxeur défensif mais peu puissant, Pernell Whitaker remporte ses 15 premiers combats, notamment contre Alfredo Layne et Roger Mayweather. Le 12 mars 1988, il défie le champion du monde WBC des légers, Jose Luis Ramirez en France, à Levallois. Il subit sa première défaite professionnelle par décision partagée, bien que beaucoup de spectateurs et spécialistes virent Whitaker vainqueur. Ce dernier bat néanmoins Greg Haugen pour le titre IBF des légers, le 18 février 1989. Le 20 août de cette même année, il prend sa revanche contre Ramirez en lui prenant sa ceinture mondiale WBC.
Champion incontesté, Pernell Whitaker domine les poids légers au début des années 1990. Il défend son titre à 8 reprises, notamment contre Freddie Pendleton, le champion du monde des plumes, Azumah Nelson et Jorge Páez. En avril 1992, il abandonne son titre des légers pour monter en super-légers, et remporter le titre IBF, le 18 juillet 1992, contre Rafael Pineda. Il ne défend pas ce titre et monte immédiatement en catégorie welters. Le 6 mars 1993, il bat Buddy McGirt par décision unanime pour le titre de champion du monde des poids welters.
À ce moment de sa carrière, un débat chez les fans de boxe était de savoir qui était le meilleur boxeur entre Pernell Whitaker et la légende mexicaine Julio César Chávez, tous deux à leur apogée. Le combat a finalement lieu le 10 septembre 1993, pour la ceinture de champion du monde WBC. Après quelques rounds serrés, Whitaker prend l'avantage et parvient même à ébranler Chavez à plusieurs reprises. À la fin du match, les experts donnent Whitaker vainqueur, de même que beaucoup de fans de Chavez. Mais les juges déclarent le match nul, beaucoup estimeront Whitaker volé.
Chavez changeant de catégorie, Pernell Whitaker combat Santos Cardona pour le titre mondial WBC des welters, le 9 avril 1994, et le défend contre James McGirt, le 1er octobre de la même année. Il monte alors en catégorie pour affronter Julio Cesar Vasquez, le 4 mars 1995, pour le titre mondial WBA des super-welters. Champion du monde dans une 4e catégorie, il abandonne sa ceinture mondiale le lendemain pour retourner en poids welters et reconquérir le titre vacant WBC contre Gary Jacobs le 26 août 1995. Il défend sa ceinture 4 fois jusqu'en 1997.
Le 12 avril 1997, Pernell Whitaker rencontre la star montante, Oscar de la Hoya, à Las Vegas. Whitaker réussit à empêcher De la Hoya de boxer proprement, grâce à une bonne défense, mais il n’en fit pas assez pour s'adjuger les faveurs des juges, De la Hoya remportant le combat et le titre, par décision unanime. Après cette défaite, Whitaker remporte un combat contre Andrei Pestraiev qui lui est retirée après un test positif à la cocaïne.
Il ne combat plus qu'à deux reprises : Le 20 février 1999, il subit une défaite contre Felix Trinidad, pour le titre IBF des welters. Son dernier combat eut lieu le 27 avril 2001, contre le médiocre Carlos Bojorquez. Pernell Whitaker se casse la clavicule et doit abandonner. Il met alors un terme à sa carrière après ce combat.

### Mort
Pernell Whitaker trouve la mort le 14 juillet 2019, après avoir été renversé par une voiture à Virginia Beach (États-Unis). L'ancien boxeur américain, alors âgé de 55 ans, succombe à ses blessures sur les lieux mêmes de l'accident.

## Distinctions
- Pernell Whitaker est élu boxeur de l'année en 1989 par Ring Magazine.
- Il est membre de l'International Boxing Hall of Fame depuis 2007.